# Кристал (Херсон)
Муніципальний футбольний клуб «Кристал Херсон» — український футбольний клуб з Херсона. Заснований у 1961 році. Переможець Другої ліги чемпіонату України (1997/98, група Б). Чотирикратний срібний призер Другої ліги (1995/96, група А; 1998/99, група Б; 2004/05, група Б; 2019/20, група Б). Фіналіст Кубку Другої ліги України 1999/00.

## Попередні назви
- 1961—1962: «Маяк»
- 1963—1964: «Будівельник»
- 1965—1975: «Локомотив»
- 1976—1992: «Кристал»
- 1992—1994: «Таврія»
- 1995: «Водник»
- 1996—1999: «Кристал»
- 2000—2003: СК «Херсон»
- З 2003: «Кристал» (Херсон)

## Історія

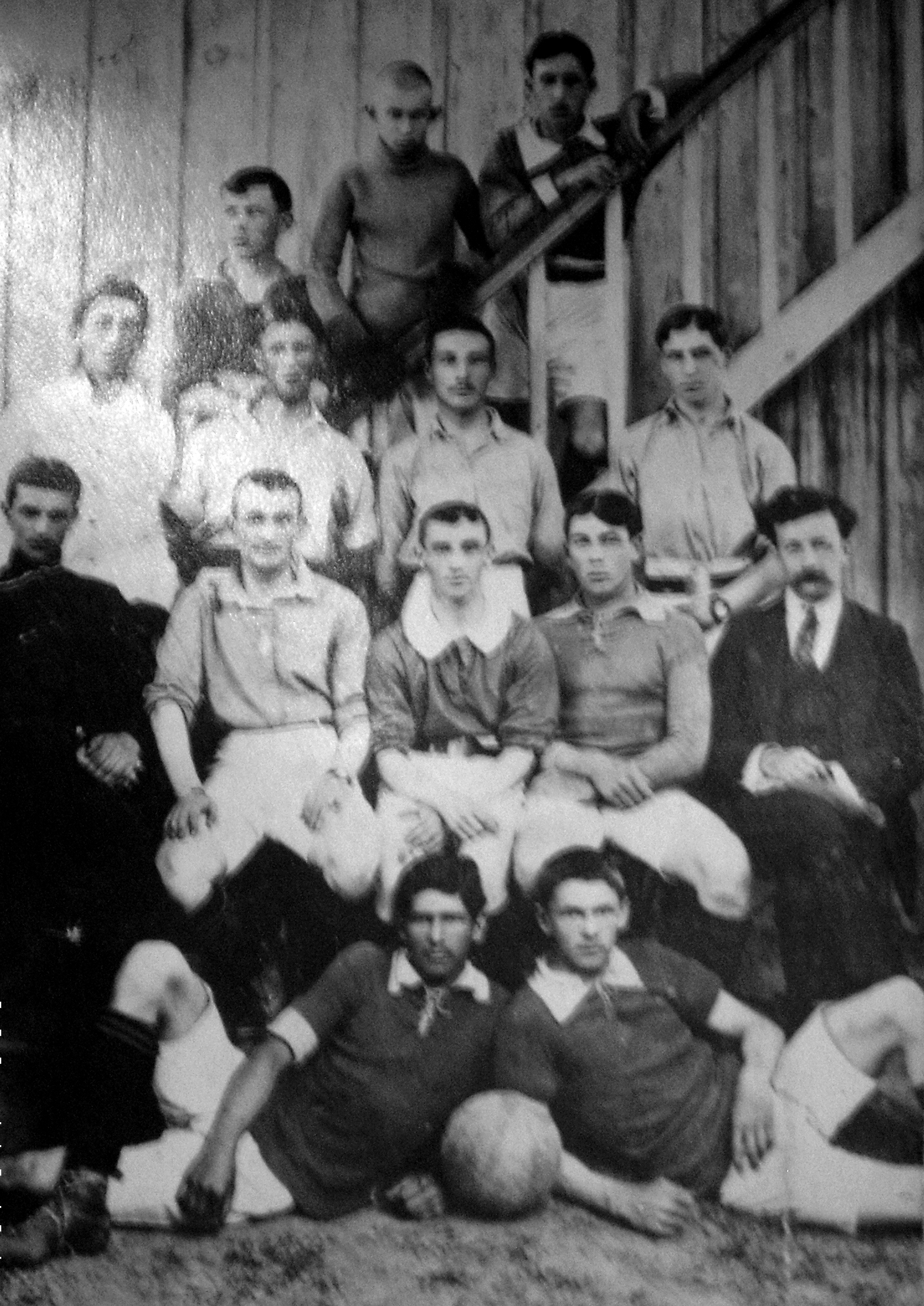
Херсонський Спортивний Клуб (1916)

### Історія футболу в Херсоні
Перші футбольні команди в Херсоні були створені ще на початку XX століття. Піонером став «Херсонський спортивний клуб». У 1908 році з'явилася робітнича команда «Велзевул» і цілий ряд команд без назв. Команда спортивного клубу в офіційних змаганнях участі не брала, змагалася лише з моряками іноземних суден. Херсонські футболісти в цей час мали лише одне поле, як для тренувань, так і для ігор, яке знаходилося на пустирі на місці сучасної площі Свободи.
У 1913 році збірна міста взяла участь в першості півдня Росії, де поступилася лише майбутнім переможцям — одеситам.
Перша світова війна завадила подальшому розвитку футболу на Херсонщині. І лише після встановлення Радянської влади відбулося його відродження. Піонерами радянського футболу стали команди: «ІІІ Комінтерн», «Сокіл», «Хвиля». Вже у 1921 році херсонці брали участь в першості України.
У 1924 році була організована футбольна секція, вона стала справжнім організаційним центром футболу міста. В цьому році вперше була проведена першість міста. Першим чемпіоном стала команда «Водник».

### Після Другої світової війни
Післявоєнний футбол у місті розпочинається з участі команди херсонців у 1946 році в Спартакіаді України, де вони зайняли друге місце і отримали право виступати серед майстрів другої групи на першість країни.
Перша команда майстрів Херсона, «Спартак», дебютувала в першості в Києві у травні 1947 року. Перший млинець виявився глевким — херсонці поступилися армійцям 0-5. Зате в повторному поєдинку отримали першу в історії перемогу 2-1.
У 1950–1957 роках «Спартак» брав участь лише в першості Української РСР, і тричі в 1951, 1953 і 1955 роках ставав переможцем зональних змагань. У фіналі займав другі місця.
З 1958 року команда знову виступає в класі «Б». Найвище досягнення: у 1966 році «Локомотив» (Херсон) фінішував на другому місці в зоні і отримав право вибороти бронзові нагороди першості республіки.
З 1968 року херсонці — учасники першості країни в класі «А». Найвище досягнення — «Кристал» (створений у 1961 році) у 1976 році зайняв почесне 5-е місце.

### Чемпіонати України
З 1992 року розпочалися чемпіонати України. В першому «Кристал» виступав у першій лізі і зайняв 10 місце серед 14 учасників і вилетів у щойно сформовану другу лігу. В цьому ж сезоні команда знову змінила назву на «Таврію», пізніше був «Водник», під цими назвами команда не досягла жодних успіхів.
А коли була повернута назва «Кристал», прийшов успіх. У сьомому чемпіонаті України херсонці стали переможцями групи «Б» з відривом від другого місця на 21 очко, здобувши 15 поспіль перемог. Але в матчах плей-оф поступилися донецькому «Металургу», і не вийшли в першу лігу.
У 2000 році знову зміна назви, на СК «Херсон». У 2002 році повертається назва «Кристал».
Після сезону 2005/06 «Кристал» знявся з чемпіонату країни і виступає в чемпіонаті області.
У 2011 році «Кристал» повертається до другої ліги. 1 лютого на головній футбольній арені Херсона було встановлено перші пластикові крісла. Мотивація по впровадженню реновації поступила з ПФЛ. 31 березня було повідомлення про призначення головним тренером В'ячеслава Зосімова.
У 2013 році у клуба змінився керівник і тренерський штаб, клуб покинув Олексій Кручер.
У 2017 році керівник (гендиректор) ФК «Кристал» Херсон Сергій Хаборський (співвласник будівельних компаній “Дніпробуд” і “Херсонпостачбетон”) приймає рішення знятися з другого кола чемпіонату України серед команд другої ліги посилаючись на політичні перешкоди. Раніше Хаборський повідомляв що мерія міста не виділяла гроші для його компаній.
В результаті чого міським головою приймається рішення створити Комунальне підприємство «Муніципальний футбольний клубу „Кристал Херсон“». Громадськість та представники фан-руху підтримали дане рішення. Директором новоствореного КП призначено Сергія Шевцова. Значну роль у переформатуванні клубу відіграла громадсько-політична активістка Катерина Гандзюк.
В квітні 2017 року МФК «Кристал Херсон» стає учасником Чемпіонату Херсонської області з футболу за результатами якого займає третє місце.
В серпні 2017 року МФК «Кристал Херсон» стартує у Чемпіонаті України серед аматорських команд (за результатами першої половини турніру посідає третє місце).
У розіграші Кубка України серед аматорських команд «Кристал» пройшов до 1/4 фіналу.
У сезоні 2019/2020 років, на другий сезон після повернення до професійних змагань посів друге місце у групі "Б" Другої ліги та завоював право на участь у Першій лізі. 

## Досягнення

### Україна
Перша ліга України:
10 місце: 1992 (група Б)
Друга ліга України:
 Переможець: 1997/98 (група Б)
 Срібний призер (4): 1995/96 (група А), 1998/99 (група Б), 2004/05 (група Б), 2019/20 (група Б)
Кубок Другої ліги України:
 Фіналіст: 1999/00

### СРСР
Чемпіонат УРСР:
 Срібний призер (2): 1953, 1955
 Бронзовий призер: 1966

### Регіональні турніри
Чемпіонат Херсонської області:
 Переможець (2): 1975, 2010
 Срібний призер (2): 1971, 2009
 Бронзовий призер (3): 1970, 1974, 2017
Кубок Херсонської області:
 Володар (2): 1970, 2011
 Фіналіст (3): 1972, 1975, 2009
Суперкубок Херсонської області:
 Володар: 2011
Відкритий кубок Асоціації футболу АР Крим:
 Переможець (2): 2019, 2020
 Фіналіст: 2018

## Всі сезони в незалежній Україні
| Сезон   | Ліга                                                  | М                                                     | І                                                     | В                                                     | Н                                                     | П                                                     | ГЗ                                                    | ГП                                                    | О                                                     | Кубок України                                         | Єврокубки                                             | Єврокубки                                             | Примітка                                              |
| ------- | ----------------------------------------------------- | ----------------------------------------------------- | ----------------------------------------------------- | ----------------------------------------------------- | ----------------------------------------------------- | ----------------------------------------------------- | ----------------------------------------------------- | ----------------------------------------------------- | ----------------------------------------------------- | ----------------------------------------------------- | ----------------------------------------------------- | ----------------------------------------------------- | ----------------------------------------------------- |
| 1992    | Перша «Б»                                             | 10 з 14                                               | 26                                                    | 10                                                    | 5                                                     | 11                                                    | 36                                                    | 36                                                    | 25                                                    | 1/32 фіналу                                           |                                                       |                                                       | Пониження                                             |
| 1992/93 | Друга                                                 | 10 з 18                                               | 34                                                    | 12                                                    | 8                                                     | 14                                                    | 33                                                    | 29                                                    | 32                                                    | 1/64 фіналу                                           |                                                       |                                                       | [14]                                                  |
| 1993/94 | Друга                                                 | 13 з 22                                               | 42                                                    | 13                                                    | 13                                                    | 16                                                    | 44                                                    | 49                                                    | 39                                                    | 1/32 фіналу                                           |                                                       |                                                       |                                                       |
| 1994/95 | Друга                                                 | 18 з 22                                               | 42                                                    | 11                                                    | 7                                                     | 24                                                    | 35                                                    | 61                                                    | 40                                                    | 1/64 фіналу                                           |                                                       |                                                       | [15]                                                  |
| 1995/96 | Друга «А»                                             | 2 з 22                                                | 40                                                    | 24                                                    | 7                                                     | 9                                                     | 75                                                    | 29                                                    | 79                                                    | 1/32 фіналу                                           |                                                       |                                                       |                                                       |
| 1996/97 | Друга «Б»                                             | 6 з 17                                                | 32                                                    | 13                                                    | 8                                                     | 11                                                    | 44                                                    | 34                                                    | 47                                                    | 1/32 фіналу                                           |                                                       |                                                       |                                                       |
| 1997/98 | Друга «Б»                                             | 1 з 17                                                | 32                                                    | 28                                                    | 2                                                     | 2                                                     | 74                                                    | 20                                                    | 88                                                    | 1/16 фіналу                                           |                                                       |                                                       | [16]                                                  |
| 1998/99 | Друга «Б»                                             | 2 з 16                                                | 26                                                    | 20                                                    | 2                                                     | 4                                                     | 55                                                    | 25                                                    | 62                                                    | 1/64 фіналу                                           |                                                       |                                                       |                                                       |
| 1999/00 | Друга «Б»                                             | 5 з 14                                                | 26                                                    | 12                                                    | 5                                                     | 9                                                     | 40                                                    | 30                                                    | 41                                                    | 1/8 фіналу[17]                                        |                                                       |                                                       |                                                       |
| 2000/01 | Друга «Б»                                             | 7 з 15                                                | 28                                                    | 12                                                    | 6                                                     | 10                                                    | 26                                                    | 33                                                    | 42                                                    | 1/32 фіналу Кубку Другої ліги                         |                                                       |                                                       | [18]                                                  |
| 2001/02 | Друга «Б»                                             | 9 з 18                                                | 34                                                    | 14                                                    | 7                                                     | 13                                                    | 39                                                    | 39                                                    | 49                                                    | 1-ий раунд                                            |                                                       |                                                       |                                                       |
| 2002/03 | Друга «Б»                                             | 7 з 16                                                | 30                                                    | 12                                                    | 6                                                     | 12                                                    | 35                                                    | 38                                                    | 42                                                    | 1/32 фіналу                                           |                                                       |                                                       | [19]                                                  |
| 2003/04 | Друга «Б»                                             | 15 з 16                                               | 30                                                    | 7                                                     | 7                                                     | 16                                                    | 26                                                    | 37                                                    | 28                                                    | 1/32 фіналу                                           |                                                       |                                                       |                                                       |
| 2004/05 | Друга «Б»                                             | 2 з 14                                                | 26                                                    | 13                                                    | 7                                                     | 6                                                     | 34                                                    | 17                                                    | 46                                                    | 1/32 фіналу                                           |                                                       |                                                       |                                                       |
| 2005/06 | Друга «Б»                                             | 13 з 15                                               | 28                                                    | 7                                                     | 4                                                     | 17                                                    | 29                                                    | 51                                                    | 25                                                    | 1/32 фіналу                                           |                                                       |                                                       |                                                       |
| 2006−11 | Клуб реорганізований, виступав у обласному чемпіонаті | Клуб реорганізований, виступав у обласному чемпіонаті | Клуб реорганізований, виступав у обласному чемпіонаті | Клуб реорганізований, виступав у обласному чемпіонаті | Клуб реорганізований, виступав у обласному чемпіонаті | Клуб реорганізований, виступав у обласному чемпіонаті | Клуб реорганізований, виступав у обласному чемпіонаті | Клуб реорганізований, виступав у обласному чемпіонаті | Клуб реорганізований, виступав у обласному чемпіонаті | Клуб реорганізований, виступав у обласному чемпіонаті | Клуб реорганізований, виступав у обласному чемпіонаті | Клуб реорганізований, виступав у обласному чемпіонаті | Клуб реорганізований, виступав у обласному чемпіонаті |
| 2011/12 | Друга «А»                                             | 8 з 14                                                | 26                                                    | 9                                                     | 5                                                     | 12                                                    | 30                                                    | 32                                                    | 32                                                    | 1/64 фіналу                                           |                                                       |                                                       |                                                       |
| 2012/13 | Друга «А»                                             | 7 з 11                                                | 20                                                    | 6                                                     | 2                                                     | 12                                                    | 23                                                    | 31                                                    | 20                                                    | 1/32 фіналу                                           |                                                       |                                                       |                                                       |
| 2012/13 | Друга «3»                                             | 2 з 4                                                 | 6                                                     | 4                                                     | 0                                                     | 2                                                     | 13                                                    | 7                                                     | 12                                                    | 1/32 фіналу                                           |                                                       |                                                       | Етап 2[20]                                            |
| 2013/14 | Друга                                                 | 9 з 19                                                | 36                                                    | 15                                                    | 8                                                     | 13                                                    | 51                                                    | 48                                                    | 53                                                    | 1/32 фіналу                                           |                                                       |                                                       |                                                       |
| 2014/15 | Друга                                                 | 6 з 10                                                | 27                                                    | 10                                                    | 6                                                     | 11                                                    | 39                                                    | 37                                                    | 36                                                    | 1/32 фіналу                                           |                                                       |                                                       |                                                       |
| 2015/16 | Друга                                                 | 10 з 14                                               | 26                                                    | 9                                                     | 1                                                     | 16                                                    | 31                                                    | 47                                                    | 28                                                    | 1/16 фіналу                                           |                                                       |                                                       |                                                       |
| 2016/17 | Друга                                                 | 13 з 17                                               | 32                                                    | 7                                                     | 5                                                     | 20                                                    | 31                                                    | 24                                                    | 26                                                    | 1/32 фіналу                                           |                                                       |                                                       | Знявся[21]                                            |
| 2017/18 | клуб не мав професіонального статусу                  | клуб не мав професіонального статусу                  | клуб не мав професіонального статусу                  | клуб не мав професіонального статусу                  | клуб не мав професіонального статусу                  | клуб не мав професіонального статусу                  | клуб не мав професіонального статусу                  | клуб не мав професіонального статусу                  | клуб не мав професіонального статусу                  | клуб не мав професіонального статусу                  | клуб не мав професіонального статусу                  | клуб не мав професіонального статусу                  | клуб не мав професіонального статусу                  |
| 2018/19 | Друга «Б»                                             | 4 з 10                                                | 27                                                    | 15                                                    | 2                                                     | 10                                                    | 43                                                    | 29                                                    | 47                                                    | 1/16 фіналу                                           |                                                       |                                                       |                                                       |
| 2019/20 | Друга «Б»                                             | 2 з 11                                                | 20                                                    | 15                                                    | 2                                                     | 3                                                     | 47                                                    | 17                                                    | 47                                                    | 1/64 фіналу                                           |                                                       |                                                       | Підвищення                                            |
| 2020/21 | Перша                                                 | 16 з 16                                               | 30                                                    | 6                                                     | 6                                                     | 18                                                    | 23                                                    | 50                                                    | 24                                                    | 1/32 фіналу                                           |                                                       |                                                       | Пониження                                             |
| 2021/22 | Друга «Б»                                             | 15[1] з 16                                            | 20                                                    | 2                                                     | 3                                                     | 15                                                    | 19                                                    | 36                                                    | 9                                                     | 1/64 фіналу                                           |                                                       |                                                       |                                                       |

## Тренери клубу
Перелік старших тренерів команди з 1961 по 1991 роки

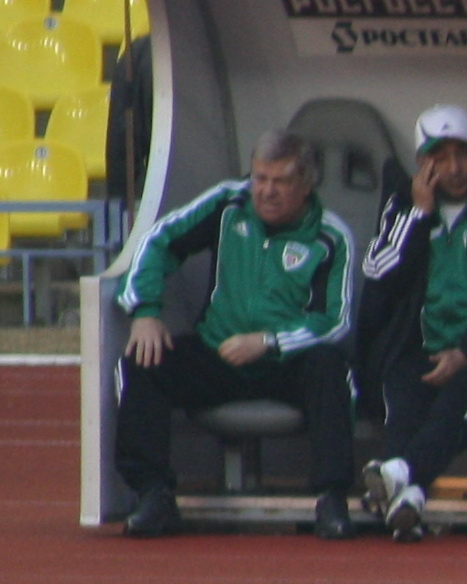
Анатолій Байдачний в 1990 році привів «Кристал» до 5 місця в чемпіонаті Української РСР

| №  | Ім'я             | Період    | Найкраще міце |
| -- | ---------------- | --------- | ------------- |
| 1  | А. П. Фролов     | 1961—?    | КФК           |
| 2  | М. Л. Черкаський | 1974      | КФК           |
| 3  | В. А. Слатенко   | ?—1975    | КФК           |
| 4  | Є. П. Лемешко    | 1976      | 5 з 20        |
| 5  | В. А. Лукашенко  | 1977—1979 | 6 з 23        |
| 6  | В. А. Слатенко   | 1979—1980 | 7 з 24        |
| 7  | О. П. Гулевський | 1980—1982 | 15 з 23       |
| 8  | В. З. Зубков     | 1982—1984 | 7 з 28        |
| 9  | Є. П. Поляков    | 1985—1986 | 17 з 28       |
| 10 | О. П. Черненко   | 1986—1987 | 18 з 27       |
| 11 | П. Ф. Садирін    | 1988      | 18 з 26       |
| 12 | В. П. Булгаков   | 1989      | 25 з 27       |
| 13 | А. М. Байдачний  | 1990—1991 | 5 з 19        |
| 14 | М. П. Павлов     | 1990—1991 | КФК           |
| 15 | В. П. Старцев    | 1991      | 6 з 26        |

| №  | Ім'я                | Період    |
| -- | ------------------- | --------- |
| 1  | Ігор Гамула         | 1992      |
| 2  | Анатолій Лебідь     | 1992      |
| 3  | Віктор Маслов       | 1993      |
| 4  | Олександр Сапельняк | 1993      |
| 5  | Іван Балан          | 1993      |
| 6  | Анатолій Лебідь     | 1993—1994 |
| 7  | Микола Федоренко    | 1994—1995 |
| 8  | Сергій Шевченко     | 1995—1999 |
| 9  | Ігор Малишев        | 2000—2003 |
| 10 | Михайло Олефіренко  | 2003—2004 |
| 11 | Костянтин Поліщук   | 2004      |
| 12 | Сергій Пучков       | 2004—2005 |
| 13 | Костянтин Поліщук   | 2005      |
| 14 | Юрій Мартинов       | 2005—2006 |
| 15 | Володимир Лебідь    | 2006      |
| 16 | Ігор Ніченко        | 2006      |

| №  | Ім'я                 | Період    |
| -- | -------------------- | --------- |
| 1  | Віталій Терлецький   | 2011      |
| 2  | Руслан Новиков       | 2011—2012 |
| 3  | Олексій Кручер       | 2012      |
| 4  | Денніс Люкенс        | 2012—2013 |
| 5  | Сергій Шевцов        | 2013—2016 |
| 6  | Олексій Якименко     | 2016—2017 |
| 7  | Олександр Овчинніков | 2017—2018 |
| 8  | Сергій Шевцов        | 2018—2019 |
| 9  | Андрій Кононенко     | 2019      |
| 10 | Едуард Хавров        | 2019—2020 |
| 11 | Сергій Валяєв        | 2020      |
| 12 | Сергій Шевцов        | 2020      |
| 13 | Вадим Євтушенко      | 2021      |
| 14 | Юрій Куліш           | 2021—2022 |

## Президенти і власники клубу
- 2006 Бова Валерій Вікторович
- 2010—2013 Кручер Олексій Станіславович
- 2014—2016 Хаборський Сергій Михайлович[22]
- 2016 Матковський Євген Сергійович
- 2017—2022 м. Херсон (директор - Шевцов Сергій Анатолійович)

## Попередні емблеми клубу

Історія символіки «Кристалу»
Емблема СК «Херсон» (2000—2003)
Емблема клубу (2004—2009)
Варіант сучасної емблеми

## Рекордсмени клубу
| №     | Ім'я         | Період    | Усього |
| ----- | ------------ | --------- | ------ |
| 1     | А. Жосан     | 1979—1990 | 399    |
| 2     | Ф. Варавенко | 1976—1986 | 300    |
| 3—4   | Л. Салабуда  | 1976—1984 | 263    |
| 3—4   | І. Малишев   | 1977—1988 | 263    |
| 5     | О. Сапельняк | 1977—1983 | 208    |
| 6     | Л. Гайдаржи  | 1982—1991 | 204    |
| 7     | О. Середенко | 1978—1988 | 203    |
| 8     | С. Черкасов  | 1976—1980 | 199    |
| 9     | С. Шевченко  | 1976—1989 | 187    |
| 10—11 | О. Борщенко  | 1981—1985 | 182    |
| 10—11 | В. Писаков   | 1977—1989 | 182    |

| №     | Ім'я          | Період    | Усього |
| ----- | ------------- | --------- | ------ |
| 1     | А. Жосан      | 1979—1990 | 74     |
| 2     | В. Старцев    | 1978—1982 | 52     |
| 3—4   | О. Борщенко   | 1981—1985 | 45     |
| 3—4   | Л. Салабуда   | 1976—1984 | 45     |
| 5     | О. Середенко  | 1978—1988 | 39     |
| 6—7   | Л. Гайдаржи   | 1982—1991 | 37     |
| 6—7   | О. Меньшиков  | 1986—1991 | 37     |
| 8     | Ю. Мартинов   | 1983—1989 | 35     |
| 9     | Ф. Варавенко  | 1976—1986 | 30     |
| 10—11 | Ю. Бондаренко | 1978—1979 | 28     |
| 10—11 | Е. Валенко    | 1989—1990 | 28     |

## Відомі футболісти
- Семен Альтман
- Євген Кучеревський
- Геннадій Лихачов
- Юрій Мартинов
- Віктор Прокопенко
- Володимир Роговський
- / Леонід Гайдаржи
- / Ігор Гамула
- / Олександр Журавленко
- / Юрій Максимов
- / Михайло Соколовський
- / Богдан Стронціцький
- / Костянтин Тупчієнко
- Володимир Лебідь
- Олег Ляшенко
- Анатолій Масалов
- Андрій Нестеров
- Ігор Ніченко